# Муравчий (Гомельський район)
Муравчий (біл. Мураўчы) — селище в Тереницькій сільській раді Гомельського району Гомельської області Республіки Білорусь.

## Географія

### Розташування
За 15 км від залізничної станції Прибор (на лінії Калинковичі — Гомель), 25 км на захід від Гомеля.

## Гідрографія
На річці Уза (притока річки Сож).

## Транспортна мережа
Автодорога Жлобин — Гомель. Забудова дерев'яна садибного типу.

## Історія
Засноване на початку XX століття як хутір у Гомельському повіті Могильовської губернії. У 1926 році в Уваровицькому районі Гомельського округу. На початку 1930-х років мешканці вступили до колгоспу. Під час німецько-радянської війни 7 мешканців загинули на фронті. У 1959 році у складі колгоспу «Червона площа» (центр — село Телеші).
До 1 серпня 2008 року у складі Телешовської сільської ради.

## Населення

### Чисельність
- 2009 — 9 мешканців.